# Tachyon

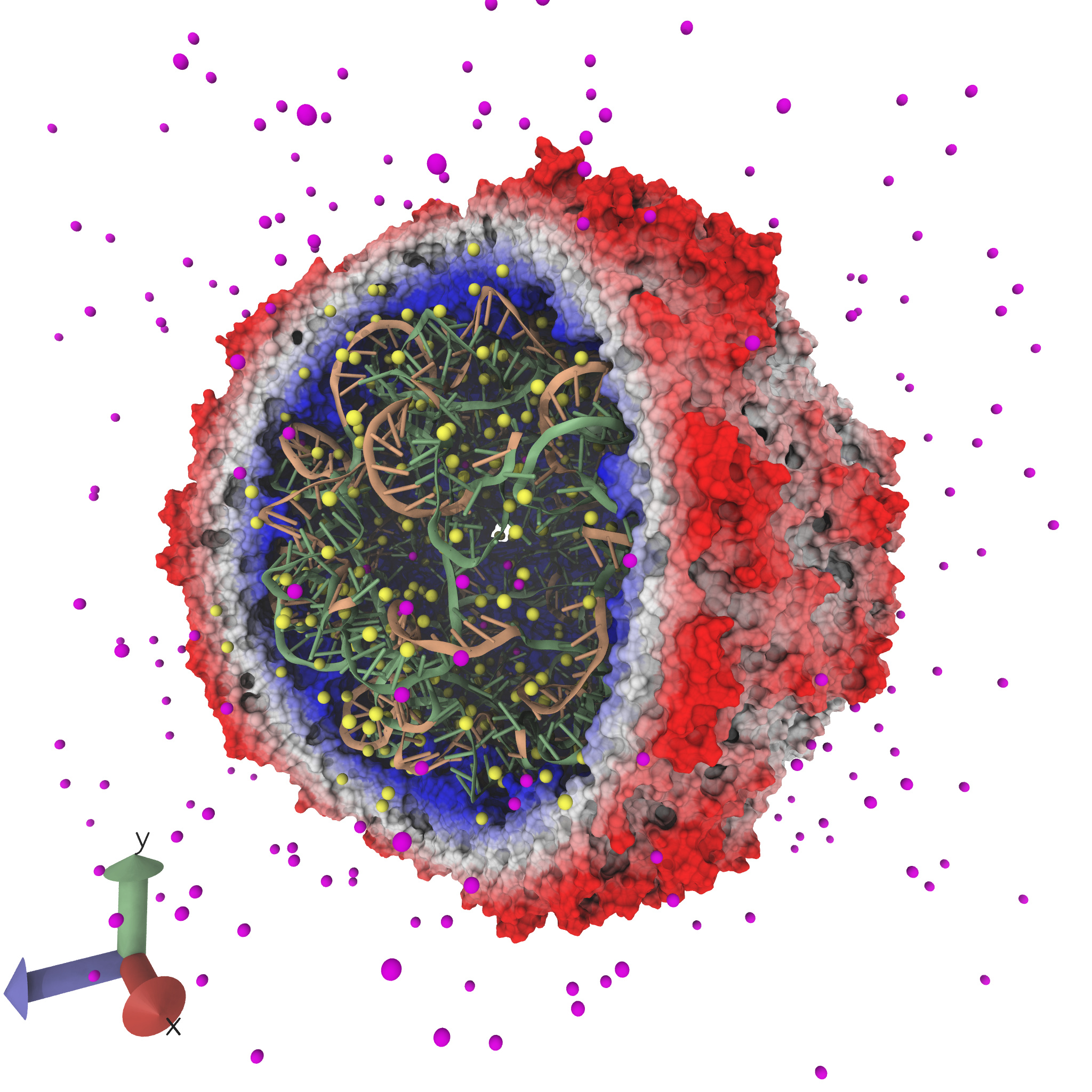
Renderizado de un virus mediante VMD y Tachyon.

Tachyon es un software de trazado de rayos desarrollado en 1998 por John Stone como trabajo para su tesis.
Implementa características como la oclusión de luz ambiental, el desenfoque asociado a la profundidad de campo, sombras y reflexiones, transparencias moduladas por el ángulo. Todas ellas son características útiles para la visualización molecular.
Está diseñado para ser usada en cálculos en paralelo, incluidos los clusters de estaciones de trabajo. 
Se ha usado en el renderizado de imágenes que contienen cientos de millones de objetos.